# Leutnant Blueberry
Leutnant Blueberry ist ein frankobelgischer Comic.

## Handlung
Der Held der Geschichten, Mike Steve Blueberry (eigentlich Mike Steve Donovan), begegnet dem Leser zunächst als Leutnant der US Army im Wilden Westen, wo er während der Indianerkriege gefährliche Abenteuer bestehen muss. Blueberry ist ein undisziplinierter, trink- und spielfreudiger Abenteurer, den seine Vorgesetzten nur mühsam im Reglement der Armee halten können. Später muss er den Eisenbahnbau quer durch den Westen schützen und macht sich als Undercover-Desperado auf die Suche nach einem verlorenen Schatz in Mexiko. In etlichen Abenteuern erhält Blueberry als Nebendarsteller den Glücksritter Red Neck sowie – als komisches Element der Serie – den unzuverlässigen Goldgräber und Säufer Jimmy McClure zur Seite. Daneben finden zahlreiche historisch belegte Figuren ihren Platz in den fiktiven Geschichten von Blueberry, darunter George A. Custer, Wyatt Earp, Ulysses Grant, Doc Holliday, Benito Juárez, Abraham Lincoln, Cochise und Geronimo.

## Bedeutung
Jean-Michel Charlier hat mit der Figur Blueberrys den rebellischen Helden der Nouvelle Vague in den Western-Comic eingeführt. Dabei ist es kein Zufall, dass die Gesichtszüge der Comic-Figur zunächst nach dem realen Vorbild von Jean-Paul Belmondo geschnitten sind. In den ersten Geschichten sind die Abenteuer von Blueberry noch den üblichen Klischees des amerikanischen Kavallerie-Westerns verhaftet, doch folgt die Serie der im Kino vorexerzierten Entwicklung des Western-Genres: Spätestens mit der sich über zwei Alben erstreckenden Geschichte um die 'vergessene Goldmine' (1969/1970 in Pilote erstveröffentlicht) schlägt der Einfluss der Italo-Western sich auch auf Blueberry nieder, der nun nicht mehr ins Schema der geschniegelten und glatten Westernhelden der 1950er und 1960er Jahre passt, sondern mit seiner Einstellung und seinem Äußeren die stoppelbärtigen ungepflegten Charakterköpfe des Italo-Western in den Comic überträgt. Mit dieser Wandlung einher geht das Aufgeben der Annäherung an Belmondo: Blueberry, der im Gegensatz zu vielen anderen Comic-Helden im Verlauf der Serie auch deutlich altert, bekommt zunehmend 'eigene' Gesichtszüge und die Ähnlichkeit des alten Blueberry mit dem gealterten Schauspieler ist nur noch marginal.
Dieses Altern der Titelfigur (und der weiteren sich über die Serie erstreckenden Personen) ist ein weiteres bemerkenswertes Element der Serie. Während andere Comic-Helden in einem festen Alter verharren (weder stirbt je der greise Methusalix bei Asterix noch wird Tim je erwachsen; der Western-Held Lucky Luke entzieht sich einer historisch-chronologischen Einordnung), passt sich Blueberrys Aussehen und Auftreten in den jüngsten Alben behutsam seinem tatsächlichen Alter (er wurde am 30. Oktober 1843 geboren) an; ein Phänomen, das man im Comic nur bei wenigen Figuren beobachten kann.
Die komplexen Geschichten ziehen sich meist über einen Zyklus von drei bis fünf Alben; dadurch kommen auch Nebenstränge und -figuren in den Geschichten zu ihrem Recht. Blueberrys positive Einstellung zu den Indianern, die in der Serie historisch einigermaßen angemessen abgebildet werden, entspricht von Beginn an nicht dem Klischeebild der bösartigen Rothaut, sondern einem differenzierteren Indianerbild, wie es auch im Hollywood-Film seit Der gebrochene Pfeil (1950) oder schon früher in der Literatur bei James Fenimore Cooper, Gabriel Ferry und bei Karl May zu finden ist.
Jean Giraud hat die Serie grafisch von seinem Vorbild Jijé zusehends gelöst und sie in realistischer Meisterschaft vollendet. Allerdings ist die Darstellung des Hauptcharakters Blueberry bis in die 70er Jahre zeichnerisch unklar und variabel. Erst mit dem Album „General Gelbhaar“, in dem auch Blueberrys Sidekick Jimmy McClure seine unverwechselbare Gestalt annimmt, gewinnt Mike Blueberry seinen eigenen und eindeutigen Comic-Charakter. Mit Colin Wilson, William Vance und Michel Blanc-Dumont haben andere erstklassige Zeichner die Ableger der Serie übernommen.

## Veröffentlichungen
Blueberry entstand 1963 für das französische Comic-Magazin Pilote, anfangs noch unter dem Serientitel Fort Navajo. Anschließend wurden die Abenteuer vom Verlag Dargaud in Albenform veröffentlicht. In Deutschland debütierte die Serie im Magazin MV-Comix des Ehapa-Verlags, wo die erste Episode zum Abdruck kam (MV 47/1968 bis 3/1969). Von 1972 bis 1980 lief die Serie im Magazin ZACK sowie die Kurzgeschichten im Taschenbuch Zack Parade des Koralle-Verlags. Seit 1979 wird sie vom Ehapa Verlag verlegt, zunächst in der Reihe Die großen Edel-Western, danach ab 1989 als Albenserie und ab April 2006 in einer aufwändig gestalteten Werkedition – den Blueberry-Chroniken. Im November 2019 startete eine neue Gesamtausgabe in der Originalkolorierung, die Collector’s Edition, bei der Egmont Comic Collection.

## Alben
- Fort Navajo (1/1965)*
- Aufruhr im Westen (2/1966)*
- Der einsame Adler (3/1967)*
- Das Halbblut (4/1968)*
- Die Spur der Navajos (5/1969)*
- Der Sheriff (6/1969)
- Das eiserne Pferd (7/1970)*
- Steelfingers (8/1970)*
- Die Fährte der Sioux (9/1971)*
- General Gelbhaar (10/1971)*
- Die vergessene Goldmine (11/1972)
- Das Gespenst mit den goldenen Kugeln (12/1972)
- Chihuahua Pearl (13/1973)*
- Der Mann, der $ 500 000 wert ist (14/1973)*
- Ballade für einen Sarg (15/1974)*
- Vogelfrei (16/1974)
- Angel Face (17/1975)
- Gebrochene Nase (18/1980)*
- Der lange Marsch (19/1980)*
- Der Geisterstamm (20/1982)*
- Die letzte Karte (21/1983)
- Der Weg in die Freiheit (22/1986)
- Arizona Love (23/1990)*
- Mister Blueberry (24/1995)
- Schatten über Tombstone (25/1997)
- Geronimo der Apache (26/1999)
- OK Corral (27/2003)
- Dust (28/2005)
- Apachen (29/2007)*
- Das Trauma der Apachen (30/2019)

## Kurzgeschichten
In Super Pocket Pilot, der Taschenbuchausgabe von Pilote, erschien 1968 erstmals eine Kurzgeschichte über das Fort Navajo. Jean-Michel Charlier schrieb danach die nächsten acht Kurzgeschichten, in denen man mehr über die Herkunft und die Erlebnisse des jungen Blueberry während des Bürgerkrieges erfährt. Die Zeichnungen stammten von Jean Giraud. Dargaud fasste die Kurzgeschichten in drei Alben zusammen. Im deutschen Sprachraum übernahm Ehapa die Veröffentlichung der Alben. Es erschien auch ein Sonderband im Taschenbuchformat. In den Blueberry Chroniken von Ehapa erschienen die Kurzgeschichten in einer Gesamtausgabe. Eine eigenständige Serie entstand mit Die Jugend von Blueberry.
- Donner über der Sierra[11] (Tonnerre sur la Sierra, 1968, 14 Seiten)[12]
- Blueberrys Geheimnis (Le secret de Blueberry, 1968, 16 Seiten)
- Die Brücke von Chattanooga (Le pont de Chattanooga, 1969, 16 Seiten)
- 3000 Mustangs (3000 mustangs, 1969, 16 Seiten)
- Ritt in den Tod (Chevauchée vers la mort, 1969, 16 Seiten)
- Menschenjagd (Chasse à l’homme, 1969, 16 Seiten)
- Soldat M.S. Blueberry (Private M.S. Blueberry, 1970, 16 Seiten)
- Jagd auf Leben und Tod (Chasse à l’homme, 1970, 16 Seiten)
- Doppeltes Spiel (Double jeu, 1970, 16 Seiten)

## Film
2004 entstand unter der Regie des Niederländers Jan Kounen der Spielfilm Blueberry und der Fluch der Dämonen, der nur lose an die Figur anknüpft. Die Titelrolle übernahm Vincent Cassel. So wird Blueberry unter anderem in dem Film weder als Offizier noch als Mitglied der Kavallerie gezeigt. Unter anderem besitzt er im Film Beziehungen zu Indianern und versucht durch Trance und die Einnahme von Drogen zu Erkenntnis zu gelangen. Die weitere Besetzung besteht zumeist aus renommierten Genre-Schauspielern wie Michael Madsen, Temuera Morrison, Colm Meaney, Tchéky Karyo, den Oscar-Nominees Juliette Lewis und Djimon Hounsou sowie dem Oscar-Preisträger Ernest Borgnine.